# 中国蓝剧场系列
中国蓝剧场系列，是中国大陆浙江卫视的品牌剧场，每晚19:30打造“中国蓝剧场”播出三集或两集电视剧。2016年1月22日为加强与一线卫视对手竞争跟进湖南卫视剧场编排，改为周日至四19:30-21:30两集，周五、六19:30-20:20一集。
2008年8月25日，浙江卫视开始树帜自己的频道品牌，名为“中国蓝”，因此，频道每晚黄金时段播出电视剧集的剧场被命名为「中国蓝剧场」。
2014年，浙江卫视尝试开设周播剧场，不过仅在周日晚22:00播出电视剧《我的青春高八度》和《深爱食堂》以垫档。之后于2017年3月27日正式开设“星空剧场”作为浙江卫视的周播剧场时段，并于2017年8月14日正式更名为“中国蓝周播剧场”，并主打先网后台电视剧。